# Чемпионат Европы по самбо 1995
XIV Чемпионат Европы по самбо 1995 года прошёл в Минске (Белоруссия) 19-22 мая.

## Медалисты

### Мужчины
| Весовая категория | Золото                      | Серебро                       | Бронза                                                     |
| ----------------- | --------------------------- | ----------------------------- | ---------------------------------------------------------- |
| до 52 кг          | Рагим Мамедов · Азербайджан | Николай Цыпандин · Беларусь   | В. Козлов · Украина Владимир Тарасов · Россия              |
| до 57 кг          | Овик Манукян · Армения      | Николай Афанасьев · Украина   | Н. Врачев · Болгария Александр Игнатьев · Россия           |
| до 62 кг          | Натик Багиров · Беларусь    | Александр Логвинов · Россия   | Александр Бакшенёв · Украина Муртаз Туркия · Грузия        |
| до 68 кг          | Иван Нетов · Болгария       | Игорь Сорокин · Россия        | Валерий Данилов · Беларусь Ваграм Меликян · Армения        |
| до 74 кг          | Александр Куспиш · Украина  | Николай Игрушкин · Россия     | Джондо Музашвили · Грузия Шахмураз Гасымов · Азербайджан   |
| до 82 кг          | Павел Фунтиков · Россия     | Юрий Сенажатский · Беларусь   | Витаутас Гушаускас · Литва Э. Кулиев · Азербайджан         |
| до 90 кг          | Сергей Лоповок · Россия     | Вано Гамхиташвили · Грузия    | Виктор Флореску · Молдова Эльшан Поладов · Азербайджан     |
| до 100 кг         | Евгений Долинин · Беларусь  | Ростислав Борисенко · Украина | Мовлуд Миралиев · Азербайджан Иосиф Ахалбедашвили · Грузия |
| свыше 100 кг      | Мурат Хасанов · Россия      | Олег Грицышин · Украина       | Владимир Емельянов · Беларусь В. Баранаускас · Литва       |

### Женщины
| Весовая категория | Золото                          | Серебро                   | Бронза                                            |
| ----------------- | ------------------------------- | ------------------------- | ------------------------------------------------- |
| до 48 кг          | Татьяна Москвина · Беларусь     | С. Бикбулатова · Россия   | К. Алексич · СР Югославия В. Годинина · Украина   |
| до 52 кг          | Татьяна Гаврилова · Украина     | О. Коскина · Россия       | Г. Геворкян · Армения С. Боянич · СР Югославия    |
| до 56 кг          | Зульфия Гарипова · Татарстан    | Л. Матиевская · Украина   | А. Горнашевич · Беларусь Т. Журавлёва · Россия    |
| до 60 кг          | Зульфия Гусейнова · Азербайджан | Татьяна Папушина · Россия | Л. Тарногурская · Беларусь А. Заколяпина · Латвия |
| до 64 кг          | Ольга Матвеева · Россия         | Е. Стёпочкина · Украина   | И. Богачёва · Литва И. Казанцева · Беларусь       |
| до 68 кг          | С. Селиханова · Беларусь        | Е. Медведева · Россия     | В. Гарипова · Татарстан В. Врублевская · Украина  |
| до 72 кг          | Юлия Кузина · Россия            | Л. Гарагуля · Украина     | Р. Кеките · Литва Н. Крупенько · Беларусь         |
| до 80 кг          | И. Ломоносова · Украина         | С. Волнова · Беларусь     | Д. Лауринайтите · Литва Эльмира Викилова · Россия |
| свыше 80 кг       | Вероника Козловская · Беларусь  | С. Буряк · Украина        | И. Ионавичуте · Литва Ольга Любченко · Россия     |